# Manoir Poúlkos
Le manoir Poúlkos (en grec moderne : Αρχοντικό Πούλκως) ou manoir Poulkídis (Αρχοντικό Πουλκίδης) est une demeure de l'époque ottomane située dans la ville grecque de Siátista, au sein du dème de Vóio, en Macédoine-Occidentale. Construite au milieu du XVIIIe siècle, la bâtisse fonctionne actuellement comme musée.

## Histoire
Le manoir est situé dans la partie méridionale du centre historique de Siátista, au sein du quartier de Geránia. Selon une inscription au sommet de l'entrée, le chantier de construction de l'édifice débuta en 1752 et l'édifice fut probablement achevé en 1759,. La riche bâtisse fut commanditée par Theódoros Emmanouilídis, un commerçant de la ville à l'époque ottomane, puis achetée par le marchand de tabac Lázaros Poúlkos (ou Poulkídis) afin de servir de dot pour le mariage de sa fille Eléni,.
Le monument fut classé en 1937 par le ministère de la Culture. Des travaux de restauration, conduits par l'Éphorie des Antiquités d'Imathie, furent achevés en 2017 et le lieu est désormais ouvert aux visiteurs.

## Architecture
Le manoir Poúlkos est composée d'un rez-de-chaussée semi-enterré et de deux étages donnant sur une cour comprenant notamment un four, une citerne et un jardin. Au rez-de-chaussée se trouvaient les espaces de stockage. Le premier étage, auquel on accède par l'escalier de droite du vestibule, était destiné à la résidence d'hiver de la famille, doté de chambres avec des cheminées et des placards richement décorées de fresques. L'escalier de gauche partant du hall d'entrée pavé menait au dernier étage, qui présentait la même disposition que l'étage intermédiaire et était utilisé comme résidence d'été. Les étages font la part belle aux éléments de bois et aux lucarnes colorées, en intégrant des parties en encorbellement (sachnisi (en)) caractéristiques de l'architecture ottomane du konak dans les Balkans. 
Les aménagements intérieurs, boiseries, peintures murales, vitraux et décors en stuc, forment un exemple exceptionnel de l'art ottoman en Grèce. Les fresques représentent notamment des vues de Constantinople et du Bosphore, probablement lors de son siège par les troupes ottomanes. Des décors peints sont également visibles sous la corniche de la façade principale. Ils figurent des arabesques, des rosettes et autres formes géométriques ainsi qu'un navire,. La cheminée richement ornée du second étage témoigne de l'influence du style baroque sur l'art ottoman,.

## Galerie

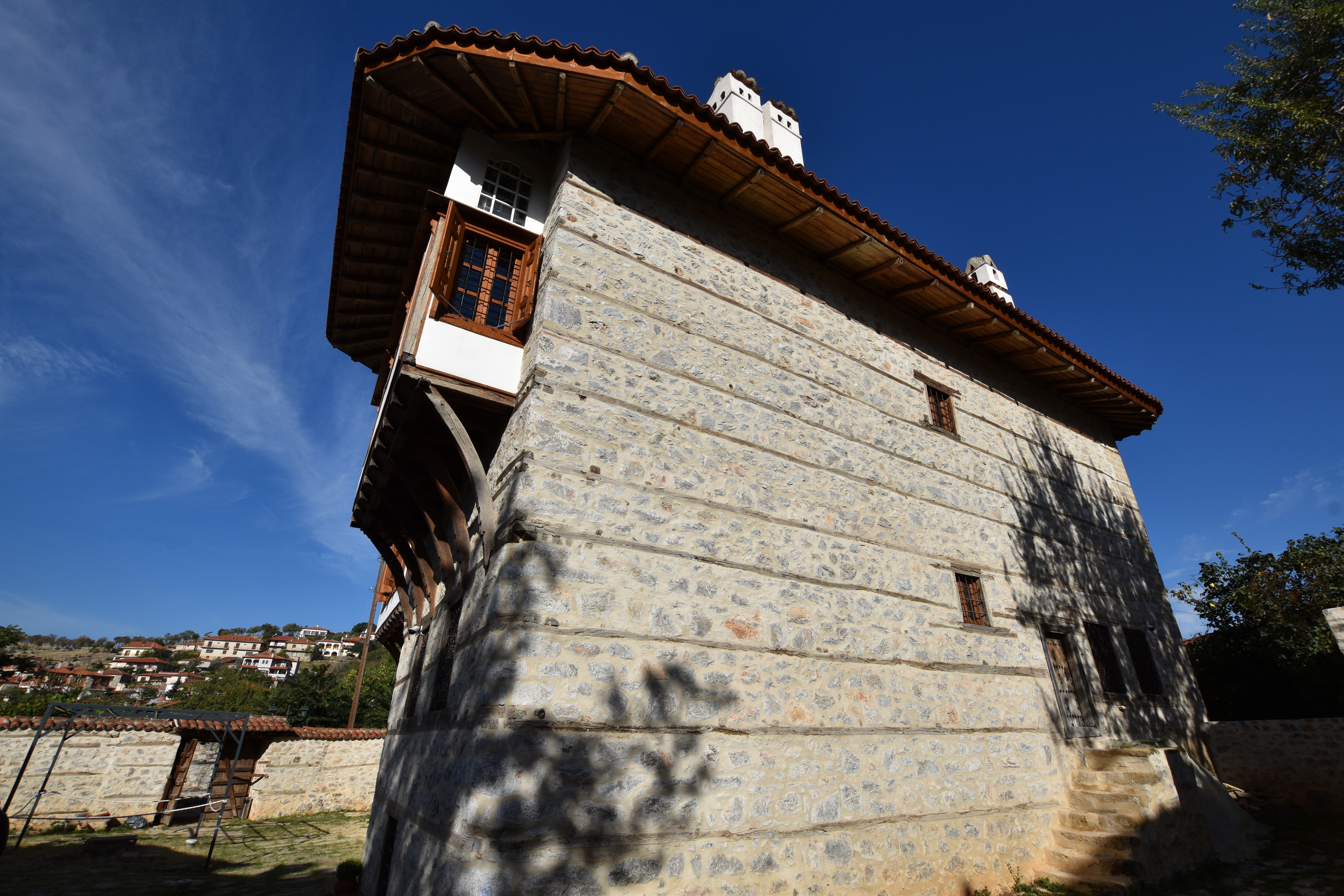
Vue depuis l'angle sud-est.
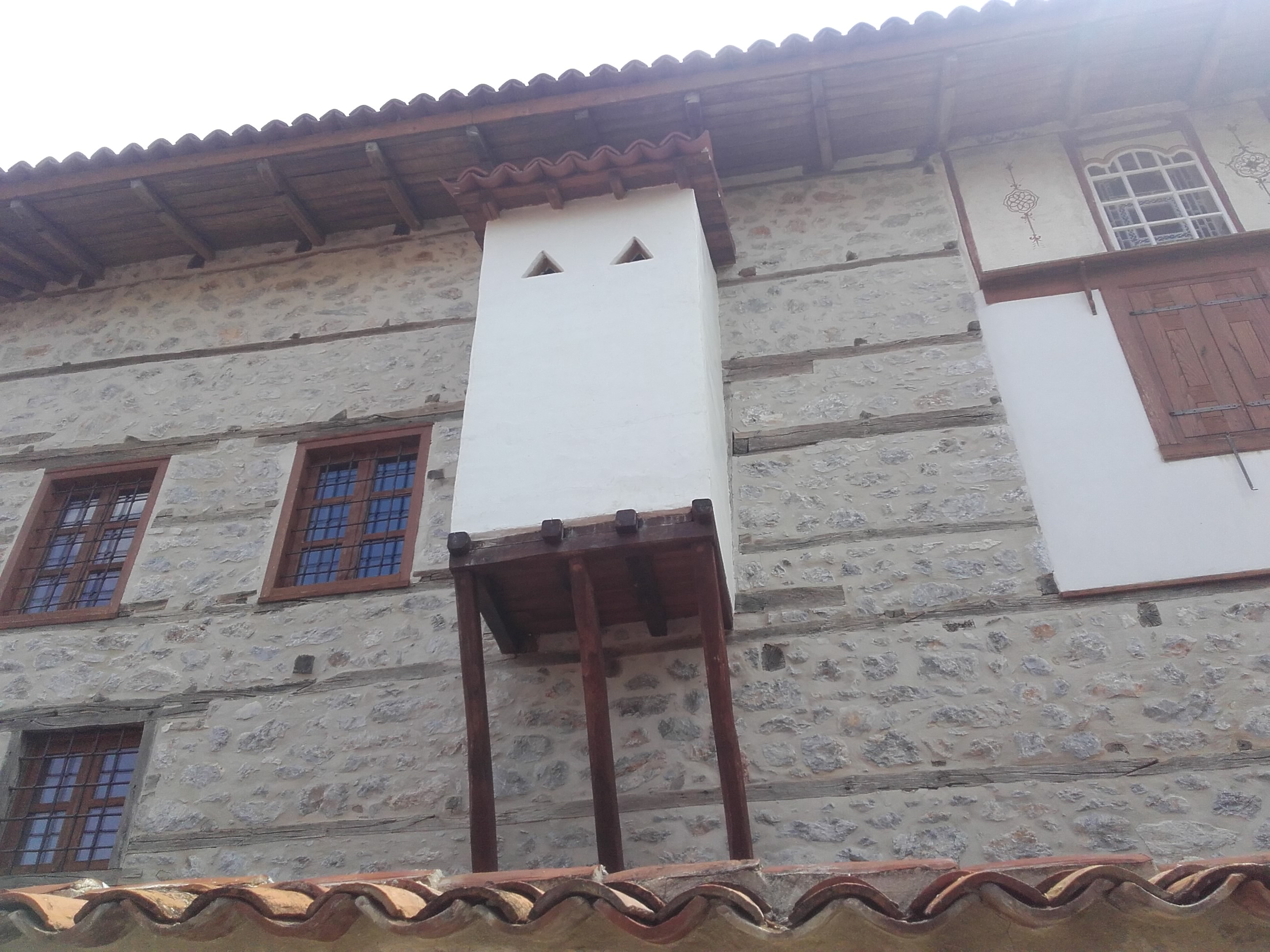
Sachnisi de la façade ouest donnant sur la rue.
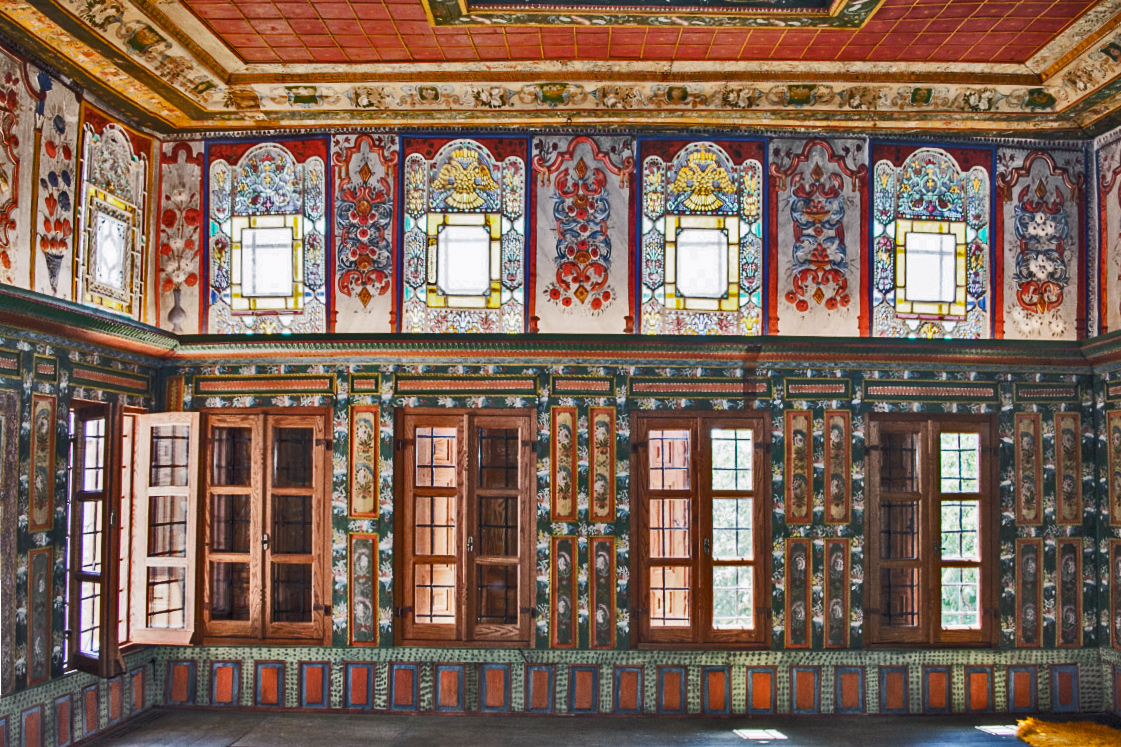
Onta centrale du second étage.
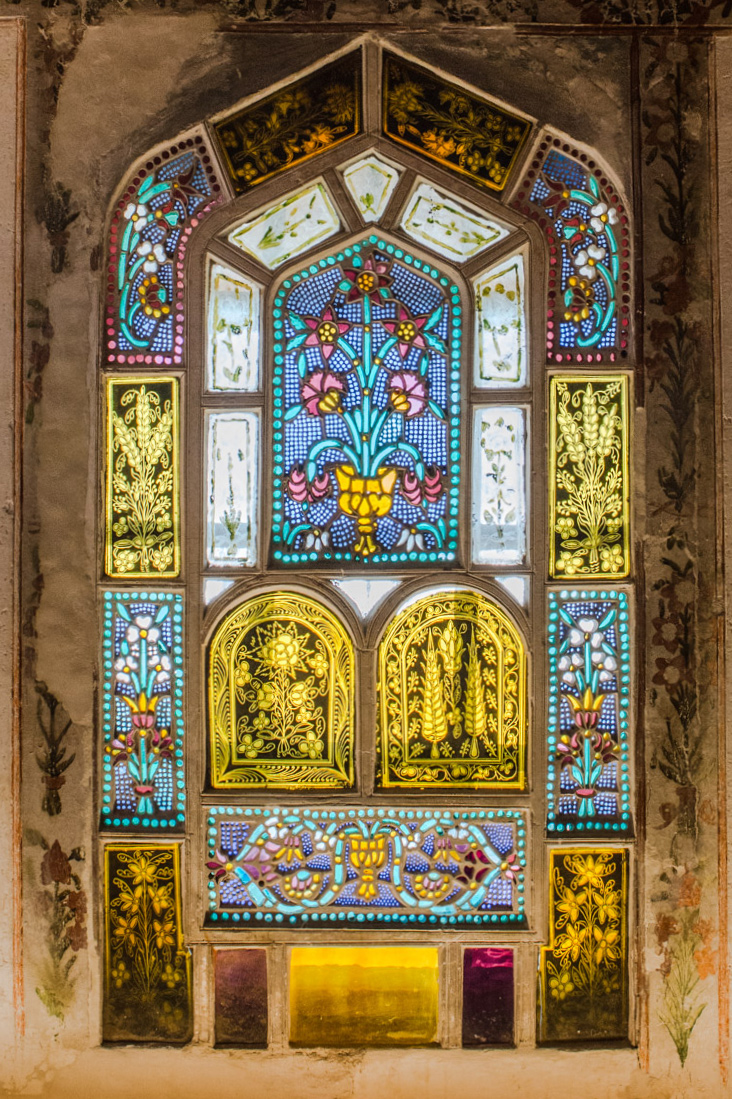
Détail d'un vitrail.